# Céfadroxil
Le céfadroxil est une molécule antibiotique bêta-lactamine de la classe des céphalosporines utilisé pour combattre les infections chez l'homme ou chez l'animal.

## Mode d'action
Le céphadroxil inhibe la PLP, enzyme permettant la synthèse du peptidoglycane bactérien.
Il produit son plein effet après quelques jours.

## Utilisation thérapeutique
Antibiotiques de première intention utilisés dans :
- infection staphylococciques diverses ;
- infections à germes gram négatif résistant aux pénicillines (klebssiella proteus E.coli) ;
- inactifs sur germes producteurs de céphalosporinases tels que streptocoque, pneumocoque...

## Effets indésirables
Les effets secondaires les plus courants du céfadroxil sont la diarrhée (qui, moins fréquemment, peut être sanglante), les nausées, les maux d'estomac et les vomissements. D'autres effets secondaires incluent des éruptions cutanées, de l'urticaire et des démangeaisons.